# Trotti and Associates
Trotti and Associates är ett företag som i huvudsak sysslar med design. Företaget har tillsammans med MIT, Massachusetts Institute of Technology, fått i uppdrag att ta fram en prototyp till en ersättare av dagens tunga och något klumpiga rymddräkter.